# Zifukoro
Zifukoro è il primo album in studio del rapper francese Niska, pubblicato il 3 giugno 2016 dalla Barclay.

## Il disco
Si tratta del primo album ufficiale pubblicato da Niska. Appena uscito, Zifukoro si è classificato in vetta per le vendite Fnac in Francia. È stato certificato disco d'oro tre mesi dopo l'uscita. Successivamente, a settembre 2017, ha ricevuto il disco di platino.
Nell'album figurano – tra le altre – le collaborazioni di Booba, Maître Gims, SCH e Gradur, esponenti del rap francese ed internazionale.

## Tracce
1. Zifukoro – 3:24
2. Italia – 3:35
3. Mustapha Jefferson – 2:54
4. Mama Lova – 3:33
5. M.L.C (feat. Booba) – 4:23
6. Savages – 3:40
7. Claquer la monnaie (feat. Madrane) – 3:39
8. L'ennemi (feat. Kalash & Skaodi) – 3:30
9. Gère – 2:53
10. Midi Minuit – 3:10
11. Elle avait son djo (feat. Maître Gims) – 3:23
12. Tookie – 3:06
13. Mauvais payeur (feat. SCH) – 4:29
14. On l'a fait – 2:45
15. Oh Bella Cia (feat. Sidiki Diabaté) – 3:15
16. Cala Boca (feat. Gradur) – 4:00
17. Revendicateur – 2:41
18. Speingof (feat. La B & Trafiquinté) – 4:00

Tracce bonus nell'edizione di iTunes
1. Maître Chien (Freestyle) – 2:48
2. J'suis dans l'truc (Freestyle) – 3:22
3. Seconde chance – 3:34